# François-Xavier Dumortier
François-Xavier Dumortier, S.I., (Levroux, 4 novembre 1948), è un presbitero francese, rettore della Pontificia Università Gregoriana di Roma dal settembre 2010 al settembre 2016.

## Biografia
La sua famiglia è originaria del Nord della Francia, suo padre di Comines e sua madre di Hazebrouck nelle Fiandre francesi. Nel 1967 inizia gli studi superiori all'Istituto di studi politici di Parigi cominciando anche a studiare Diritto. Si impiega quindi in una banca parigina e termina gli studi di Diritto con un "D.E.A." in Amministrazione Finanziaria, impegnandosi nello stesso tempo in vari movimenti politici, ma si ritrova velocemente deluso di quest'esperienza. A poco a poco, entra nella Compagnia di Gesù, realizzando il noviziato dal 1973 al 1975 e il Primo Ciclo di Studi Sacri nel Centre Sèvres, dal 1975 al 1979. Inizia poi il Secondo Ciclo prima in Francia e poi alla Weston School of Theology di Cambridge nel Massachusetts, portati a termine con l'ottenimento di un "D.E.A." di Filosofia del Diritto all'Università Panthéon-Assas. È ordinato sacerdote nel 1982, ciò che non gli impedirà peraltro d'avere altre attività, studiando per esempio l'opera di Hannah Arendt. Nel 1990 pronuncia gli ultimi voti.
Per quasi vent'anni è stato professore di Filosofia al Centre Sèvres del quale fu poi rettore dal 1997 al 2003 divenendo Superiore della Provincia francese della Compagnia di Gesù. Nel 2010, Papa Benedetto XVI annuncia la sua nomina al posto di Rettore della Pontificia Università Gregoriana.